# Кубок Вірменії з футболу 2005
Кубок Вірменії з футболу 2005 — 14-й розіграш кубкового футбольного турніру у Вірменії. Володарем кубка вчетверте стала Міка.

## Перший раунд
Перший матч відбувся 8 березня, а матч-відповідь — 11 березня 2005 року.
| Команда 1         | Заг. | Команда 2          | 1-й матч | 2-й матч |
| ----------------- | ---- | ------------------ | -------- | -------- |
| ФІМА (Єреван) (2) | 0:8  | Єреван Юнайтед (2) | 0:1      | 0:7      |

## Другий раунд
Перші матчі відбулися 14-15 березня, а матчі-відповіді — 19-20 березня 2005 року.
| Команда 1             | Заг. | Команда 2          | 1-й матч | 2-й матч |
| --------------------- | ---- | ------------------ | -------- | -------- |
| Міка-2 (2)            | 1:5  | Пюнік              | 0:2      | 1:3      |
| Аракс (2)             | 1:4  | Кілікія            | 0:3      | 1:1      |
| Абовян (2)            | 0:24 | Бананц             | 0:9      | 0:15     |
| Естеглал-Котайк-2 (2) | 0:7  | Динамо-Зеніт       | 0:5      | 0:2      |
| Гандзасар (Капан) (2) | 2:4  | Ширак              | 2:2      | 0:2      |
| Бананц-2 (2)          | 1:4  | Арарат             | 1:3      | 0:1      |
| Міка                  | 2:1  | Єреван Юнайтед (2) | 2:0      | 0:1      |
| Естеглал-Котайк       | 5:1  | Пюнік-2 (2)        | 3:0      | 2:1      |

## Чвертьфінали
Перші матчі відбулися 3-4 квітня, а матчі-відповіді — 7-8 квітня 2005 року.
| Команда 1       | Заг. | Команда 2 | 1-й матч | 2-й матч |
| --------------- | ---- | --------- | -------- | -------- |
| Ширак           | 2:6  | Бананц    | 2:5      | 0:1      |
| Динамо-Зеніт    | 0:2  | Міка      | 0:1      | 0:1      |
| Естеглал-Котайк | 2:1  | Арарат    | 1:1      | 1:0      |
| Кілікія         | 1:0  | Пюнік     | 1:0      | 0:0      |

## Півфінали
Перші матчі відбулися 22 квітня, а матчі-відповіді — 26 і 28 квітня 2005 року.
| Команда 1       | Заг.    | Команда 2 | 1-й матч | 2-й матч |
| --------------- | ------- | --------- | -------- | -------- |
| Бананц          | 4:4 (ч) | Кілікія   | 2:3      | 2:1      |
| Естеглал-Котайк | 2:3     | Міка      | 2:1      | 0:2      |

## Фінал
| 9 травня 2005 |

| Міка                              | 2:0 | Кілікія |
| --------------------------------- | --- | ------- |
| Закарян 52' (автогол) Магдієв 77' |     |         |

| Республіканський стадіон імені Вазгена Саркісяна, Єреван Глядачів: 6 000 |